# WorldSkills Kazan 2019
WorldSkills Kazan 2019 — 45-й чемпионат мира по профессиональному мастерству международной некоммерческой организации WorldSkills International (WSI), прошедший в городе Казань с 22 по 27 августа 2019 года.

## История
10 августа 2015 года генеральная ассамблея международной организации WorldSkills International, прошедшая в городе Сан-Паулу (Бразилия), проголосовала за город проведения мирового чемпионата по профессиональному мастерству по стандартам «Ворлдскиллс» в 2019 году. По итогам голосования Казань получила право проведения чемпионата мира WorldSkills в 2019 году.

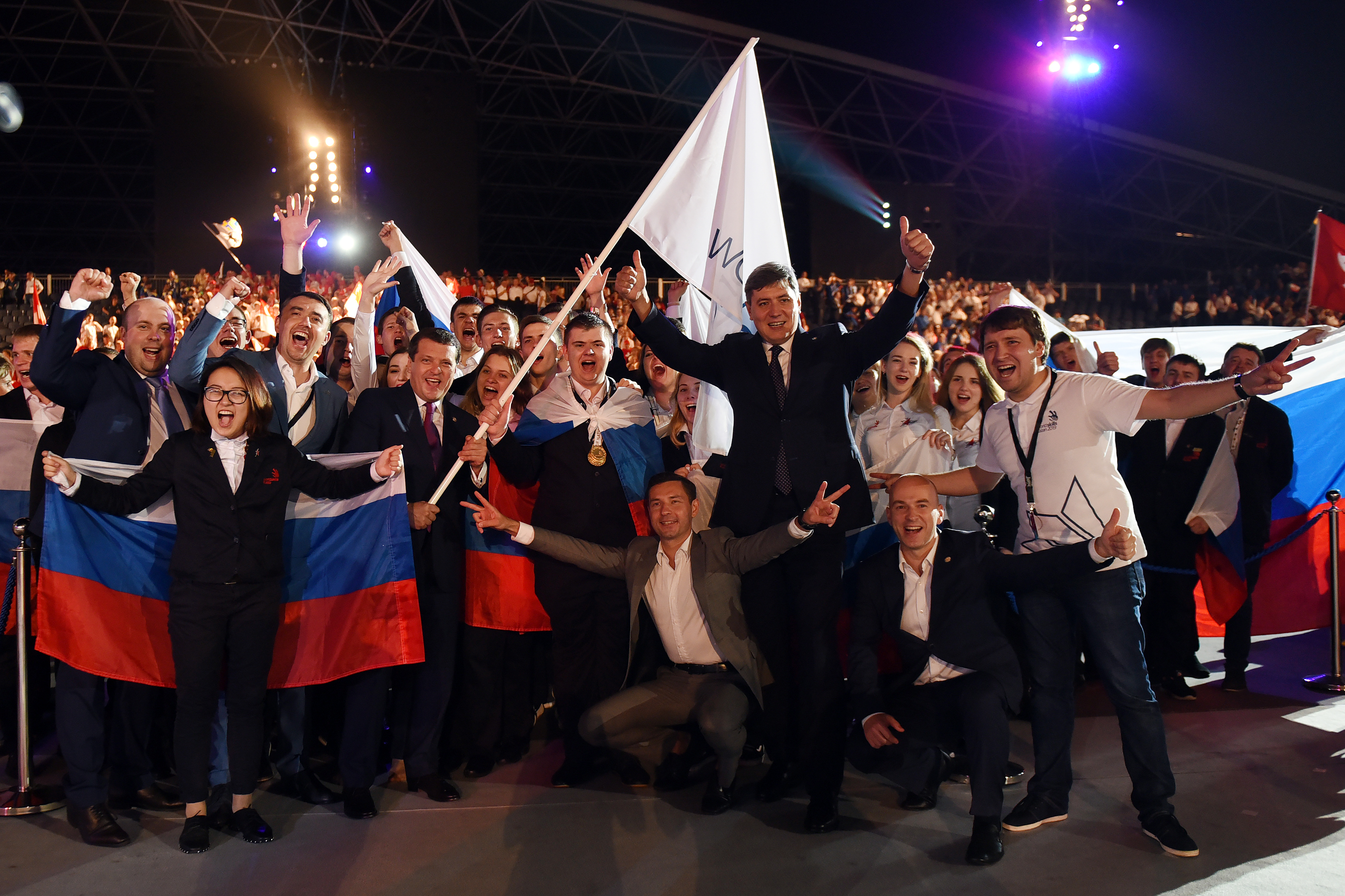
Флаг движения WorldSkills передан России, 2017 г.

Для подготовки и проведения чемпионата правительством РФ был создан оргкомитет по подготовке и проведению в России мирового чемпионата по профессиональному мастерству «Ворлдскиллс» в 2019 году.
19 октября 2017 года на торжественном закрытии 44 чемпионата мира WorldSkills AbuDhabi 2017 прошла церемония передачи Казани флага мирового чемпионата по профессиональному мастерству WorldSkills.
17 декабря 2017 года флаг WorldSkills был отправлен на МКС ракетой «Союз МС-07», лётчик-космонавт Сергей Крикалёв, доставивший флаг на орбиту, является послом чемпионата мира WorldSkills Kazan 2019.
12 марта 2018 года в Мадриде был запущен марафон флага WorldSkills. Флаг прошёл марафон по 20 странам, которые раньше принимали у себя мировые чемпионаты.
После завершения марафона флага в Европе, он пройдёт по всем 85 субъектам РФ и прибудет в Казань в день открытия чемпионата.
В июне 2019 года флаг мирового чемпионата World Skills в Казани был доставлен на Северный полюс ледоколом Росатомфлота — «50 лет Победы». На «вершину мира» — 90 градусов северной широты и 00 градусов долготы, его доставили победители прошлогоднего чемпионата, представители КНР.

## Проведение чемпионата
До проведения чемпионата организаторы заявили о предполагаемых показателях общих итогов WorldSkills Kazan 2019. Предполагается участие в соревнованиях: 1300 участников из 63 стран мира, которые будут соревноваться по 56 компетенциям WorldSkills. Все компетенции объединены в шесть блоков:
Информационные и коммуникационные технологии:
- Web-технологии
- Программные решения для бизнеса
- Информационные кабельные сети
- Сетевое и системное администрирование
- Печатные технологии в прессе

Обслуживание гражданского транспорта:
- Автопокраска
- Обслуживание грузовой техники
- Кузовной ремонт
- Ремонт и обслуживание легковых автомобилей
- Обслуживание авиационной техники

Промышленное производство:
- Изготовление полимерных материалов
- Металлические конструкции
- Полимеханика и автоматика
- Ремонт и наладка промышленного оборудования
- Фрезерные работы на станках с ЧПУ
- Электроника
- Инженерный дизайн CAD (САПР)
- Мехатроника
- Промышленная автоматика
- Сварочные технологии
- Командная работа на производстве
- Мобильная робототехника
- Прототипирование
- Токарные работы на станках с ЧПУ

Строительная сфера:
- Бетонные строительные работы
- Ландшафтный дизайн
- Плотницкое дело
- Столярное дело
- Электромонтаж
- Камнетёсное дело
- Малярные и декоративные работы
- Производство мебели
- Сухое строительство и штукатурные работы
- Кирпичная кладка
- Облицовка плиткой
- Сантехника и отопление
- Холодильная техника и системы кондиционирования

Сфера услуг:
- Кондитерское дело
- Поварское дело
- Хлебопечение
- Медицинский и социальный уход
- Прикладная эстетика
- Парикмахерское искусство
- Ресторанный сервис

Творчество и дизайн:
- Графический дизайн
- Флористика
- Оформление витрин
- Ювелирное дело
- Технологии моды

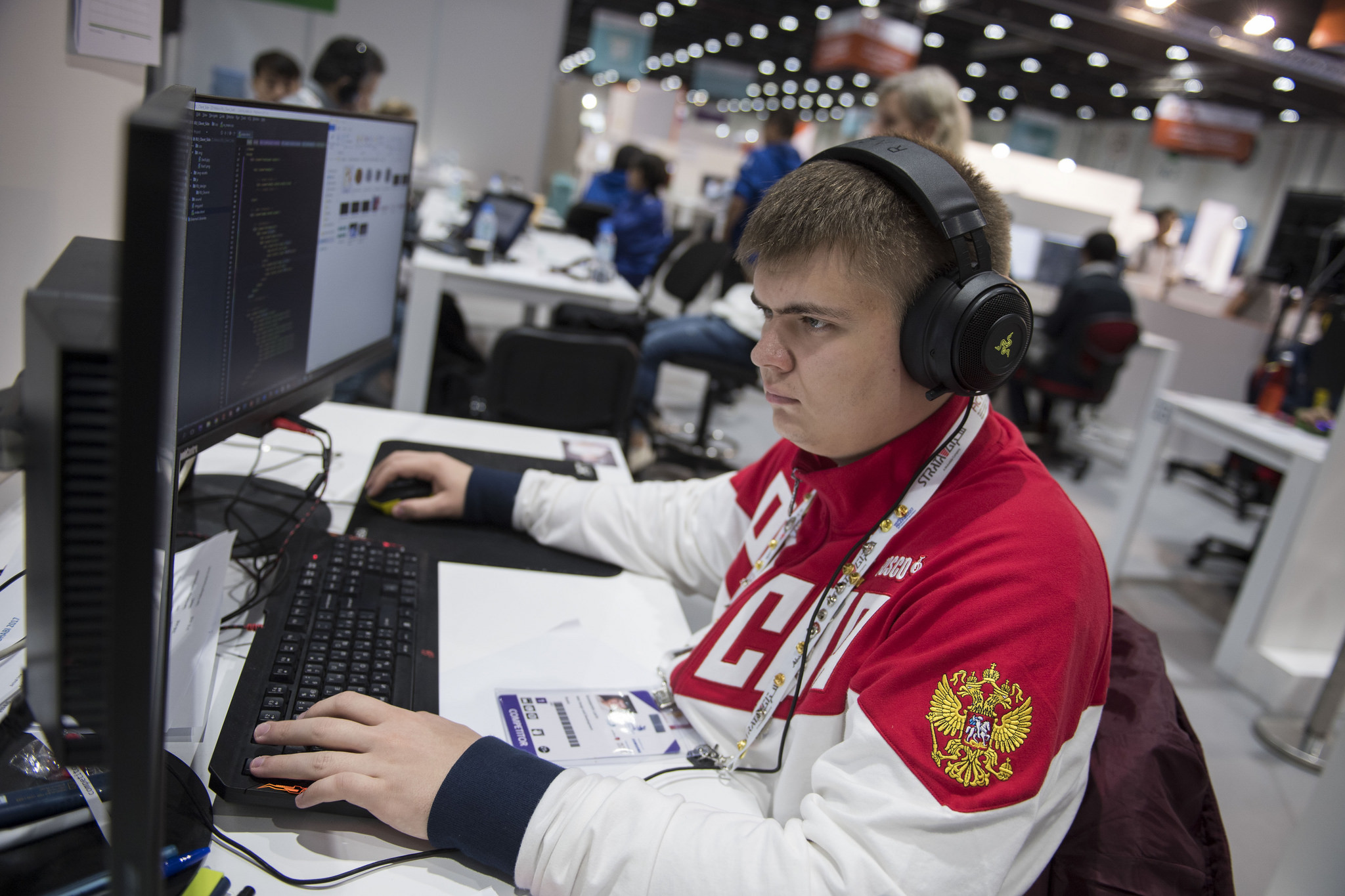
Компетенция «Web-дизайн»
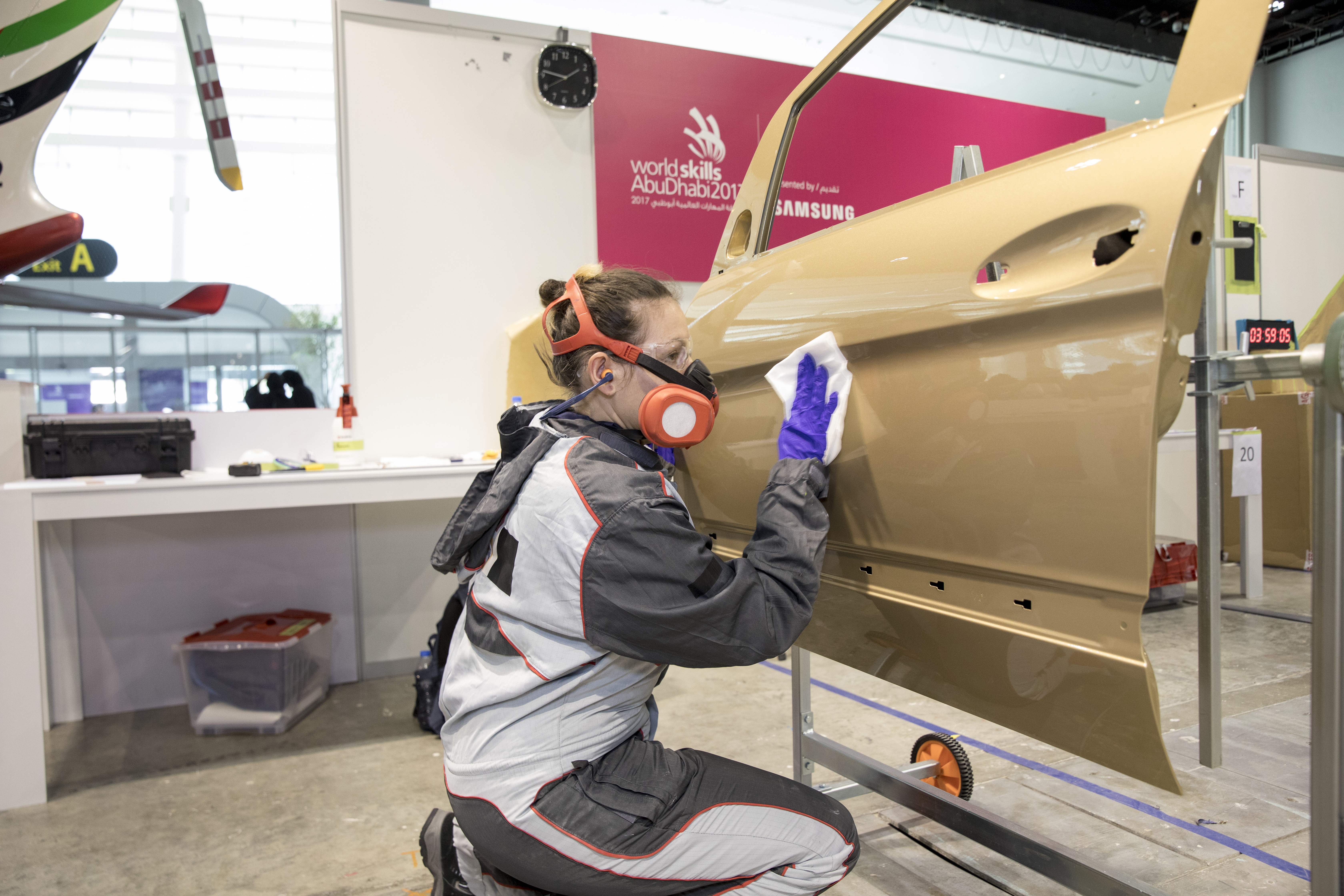
Компетенция «Автопокраска»
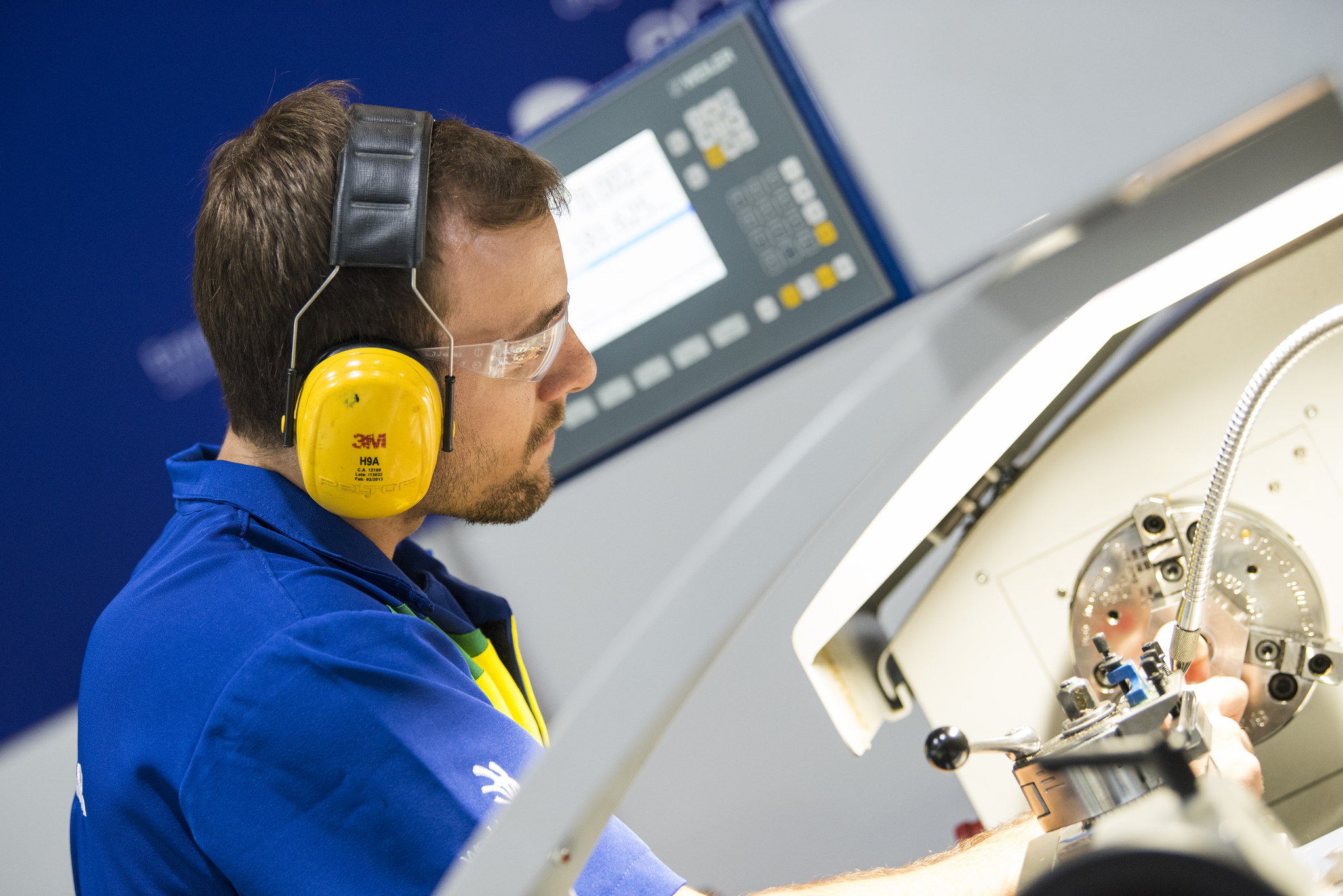
Компетенция «Полимеханика и автоматика»
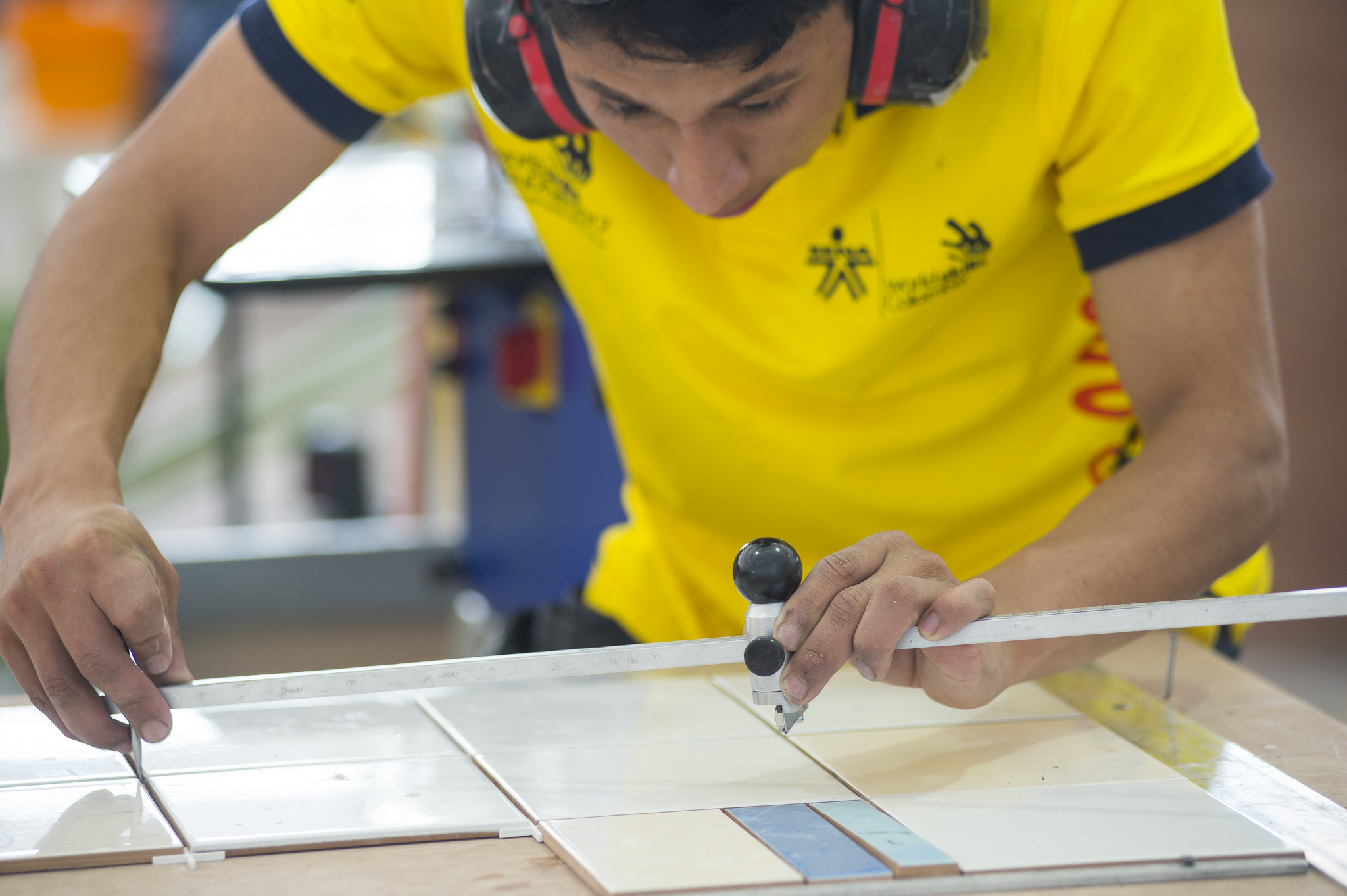
Компетенция «Облицовка плиткой»
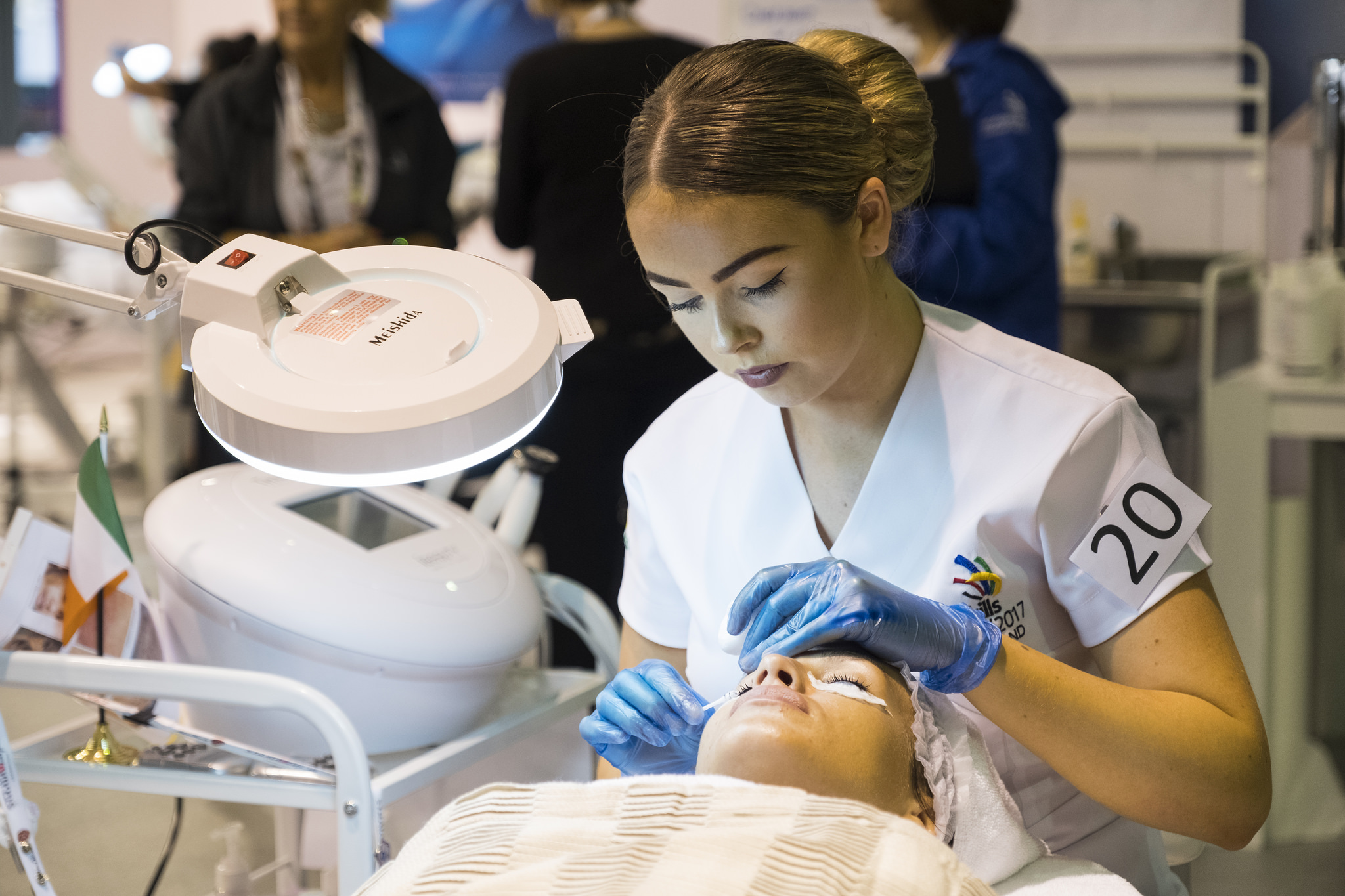
Компетенция «Прикладная эстетика»
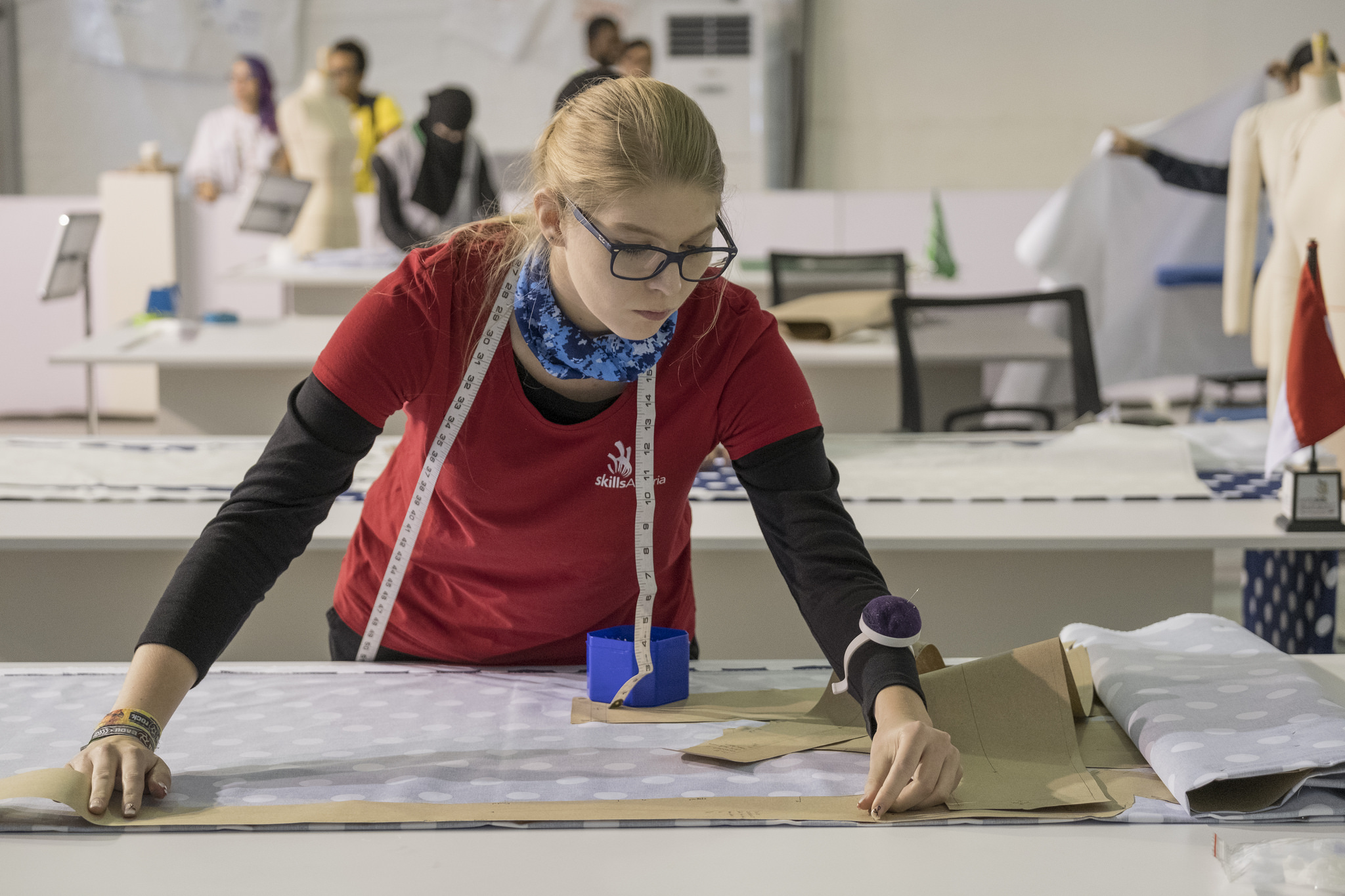
Компетенция «Технология моды»

## Талисманы

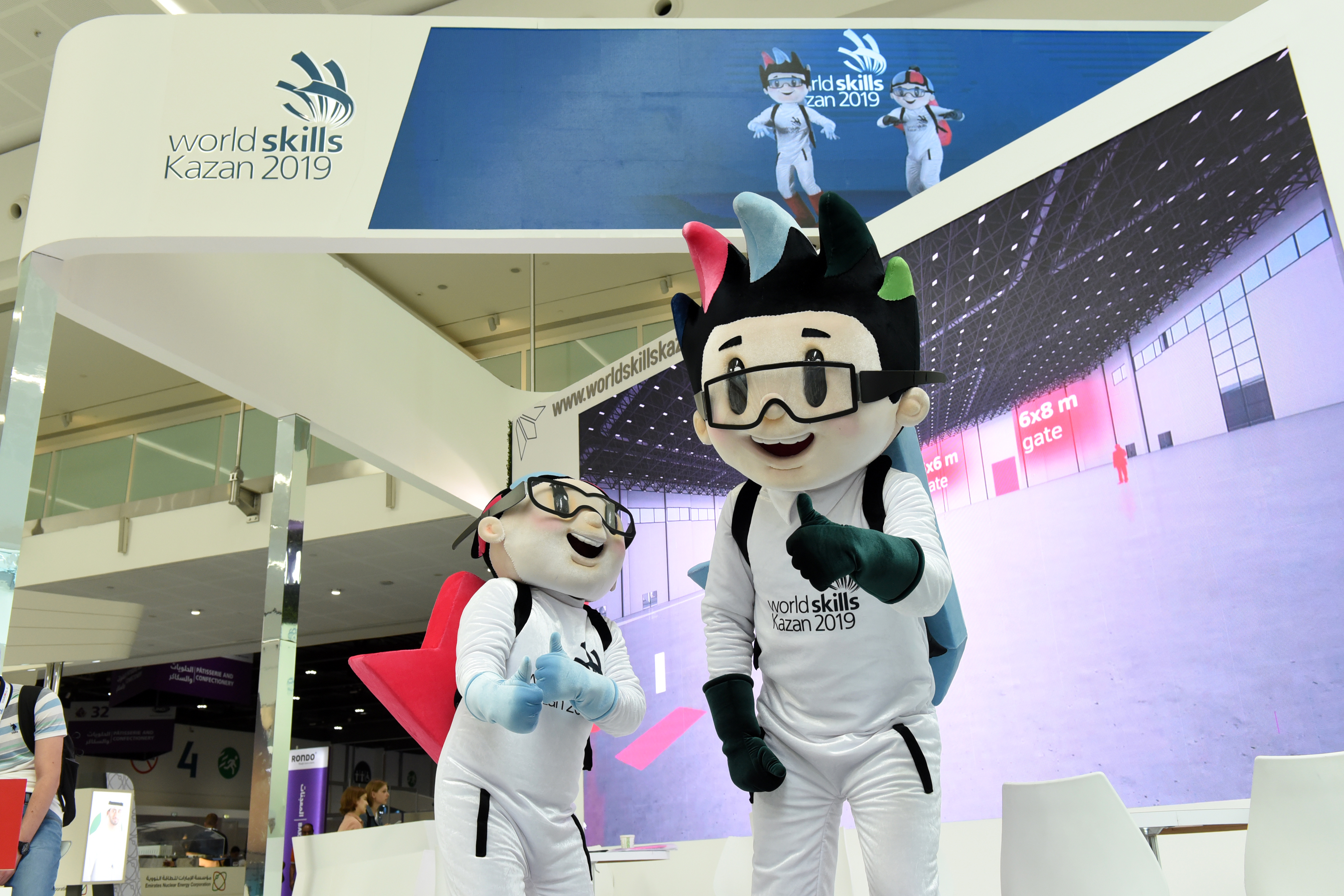
Талисманы WorldSkills Kazan 2019 Алмаз и Алтын

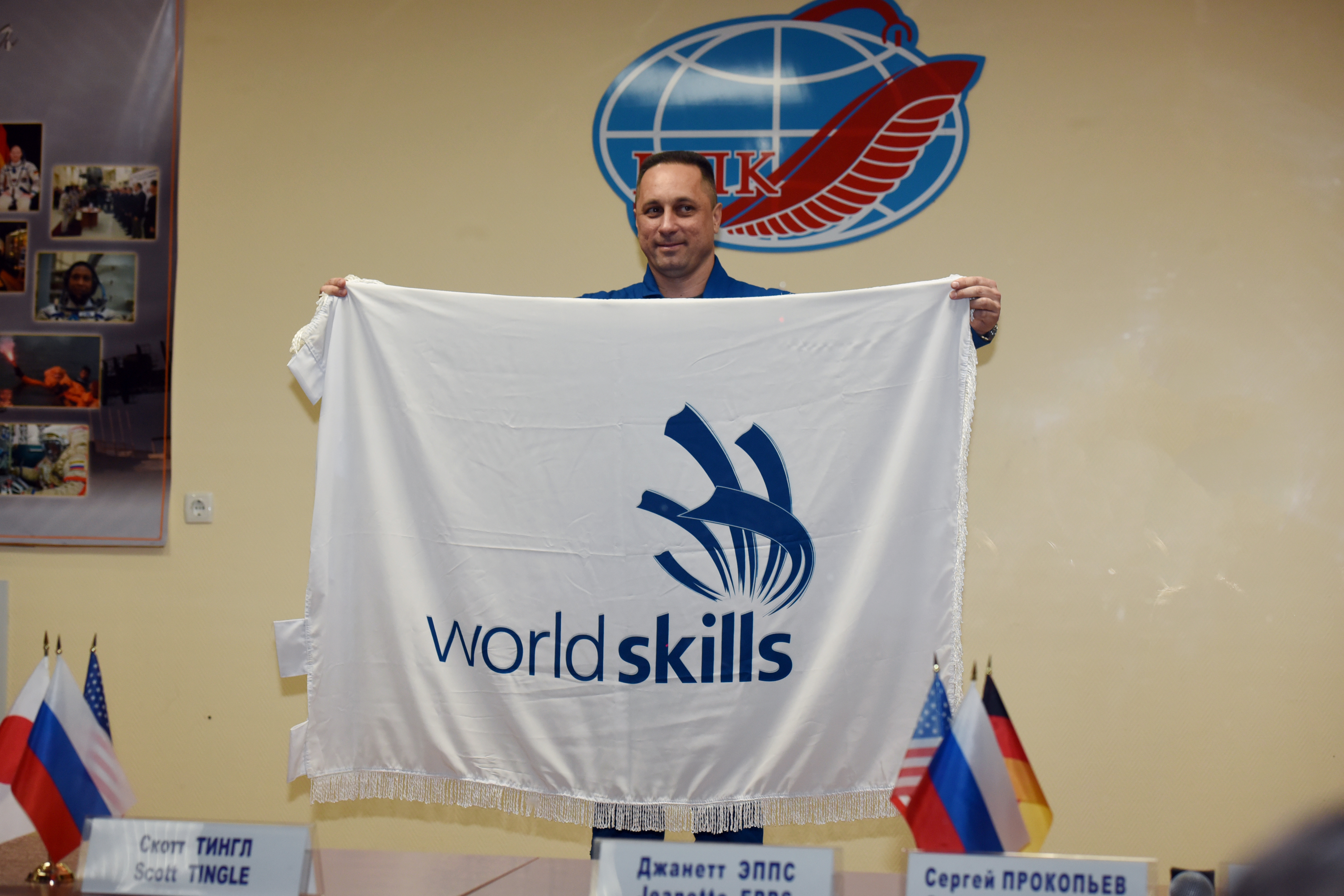
Флаг движения WorldSkills в руках лётчика-космонавта РФ Антона Николаевича Шкаплерова перед отправкой на МКС на борту корабля «Союз МС-07», стартовавшего с космодрома Байконур

15 июня 2019 года во время празднования Сабантуя в Казани были представлены талисманы чемпионата мира WorldSkills 2019 года: мальчик Алмаз (Almaz) и девочка Алтын (Altyn), которые преуспевают во всех сферах науки, техники и умения преодолевать трудности в освоении компетенций WorldSkills. Талисманы чемпионата определены путём проведения всероссийского конкурса, в котором была представлена 81 работа. Победила работа архитектора Максима Овчинников из Самары, который создал Алмаза. Позже концепция была доработана, и к Алмазу добавилась Алтын.

## Послы WorldSkills Kazan 2019
В рамках подготовки чемпионата реализуется программа «Послы чемпионата мира WorldSkills Kazan 2019». У WorldSkills Kazan 2019 всего семь послов:
- Герой Советского Союза и первый Герой Российской Федерации космонавт Сергей Крикалёв[15].
- Ресторатор и бизнесмен Аркадий Новиков.
- Создатель фермерского кооператива «ЛавкаЛавка» Борис Акимов.
- Шеф-повар, ресторатор и телеведущий Константин Ивлев.
- Автогонщик, семикратный победитель «Ралли Дакар», руководитель гоночной команды «КАМАЗ-мастер» Владимир Чагин.
- Шоумен Александр Гудков.
- Рэп-исполнитель Леван Горозия[16][17].

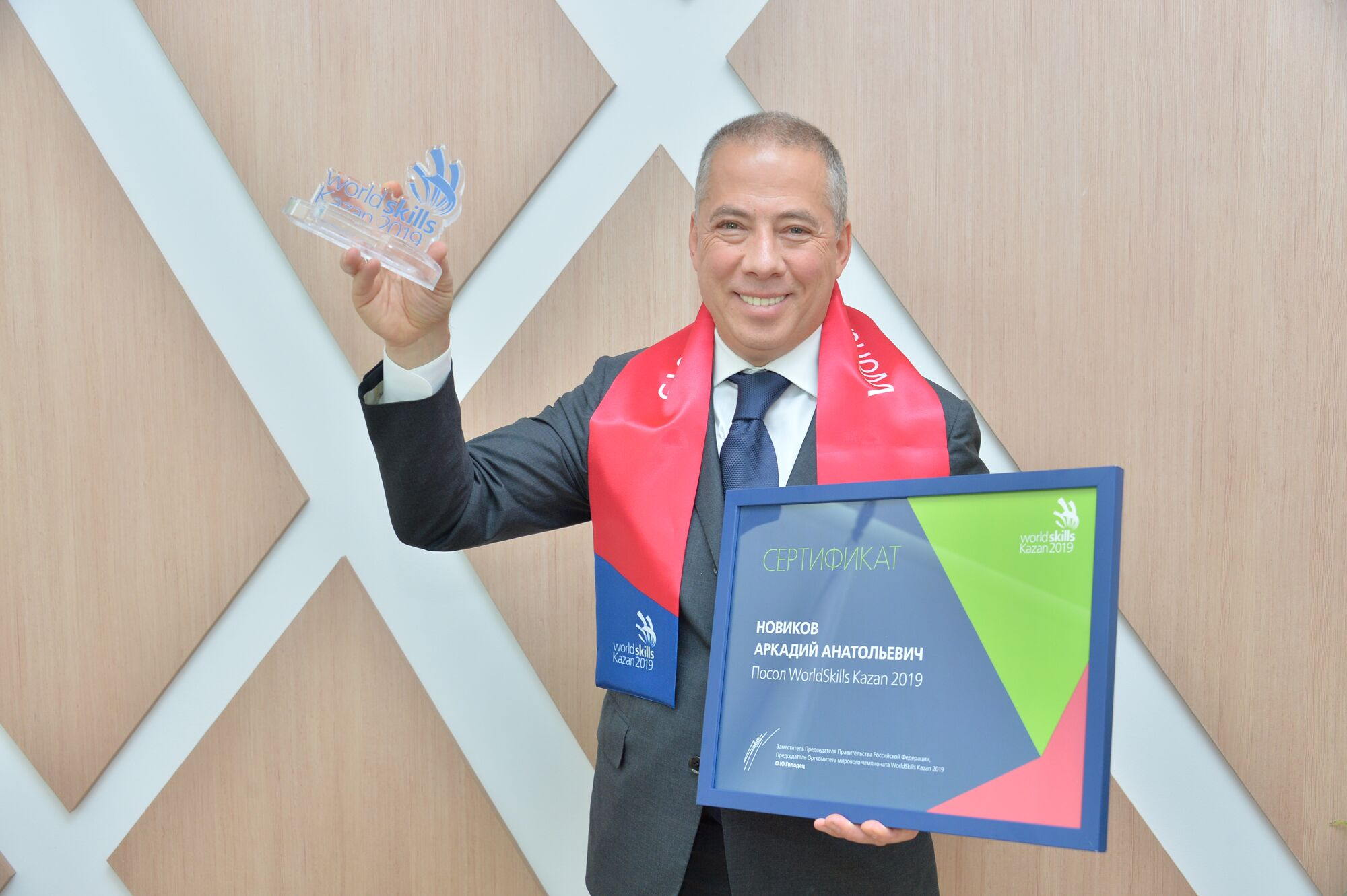
Аркадий Новиков
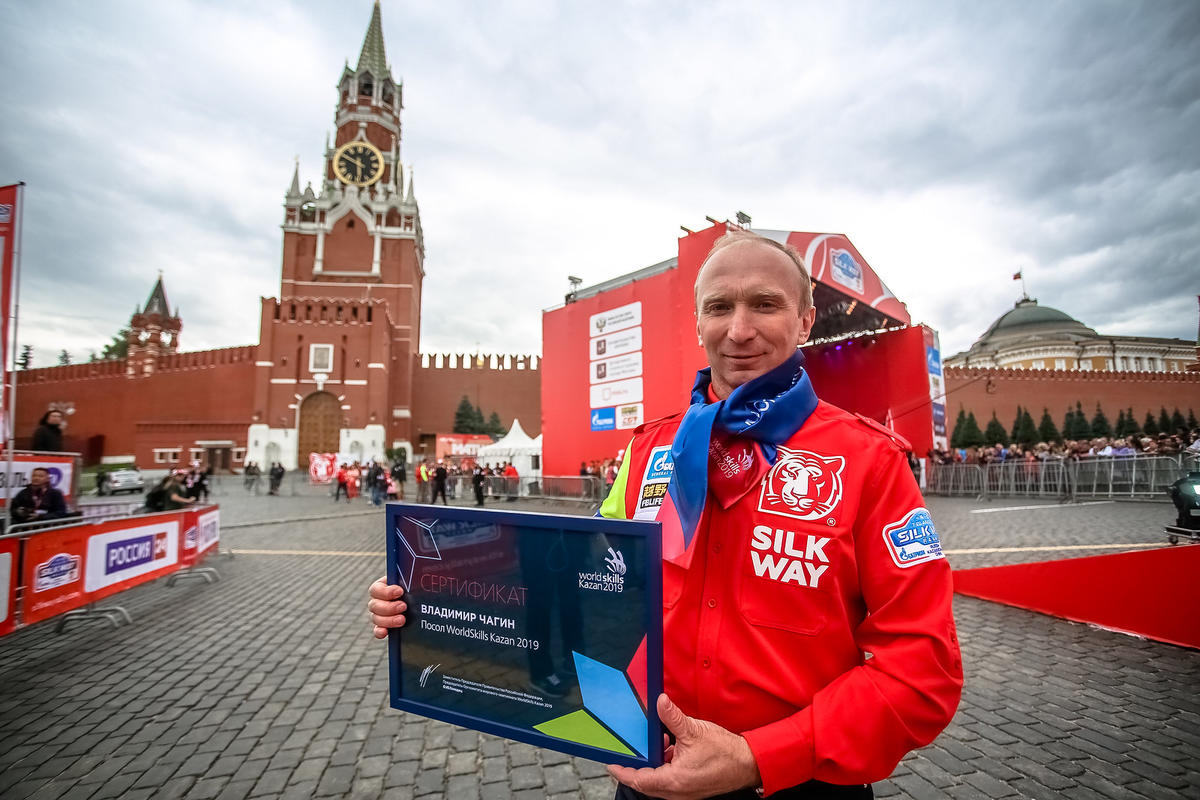
Владимир Чагин
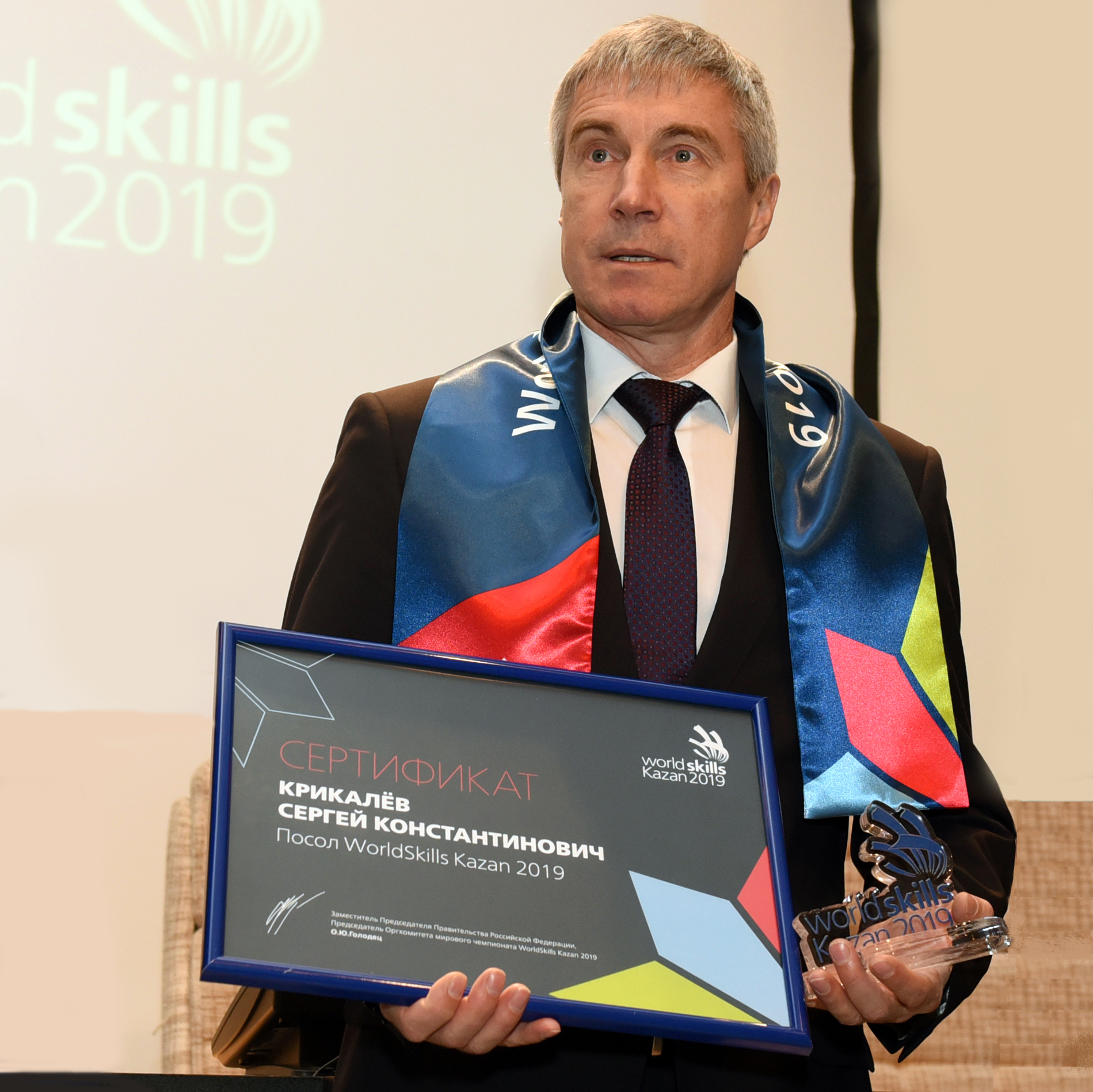
Сергей Крикалёв
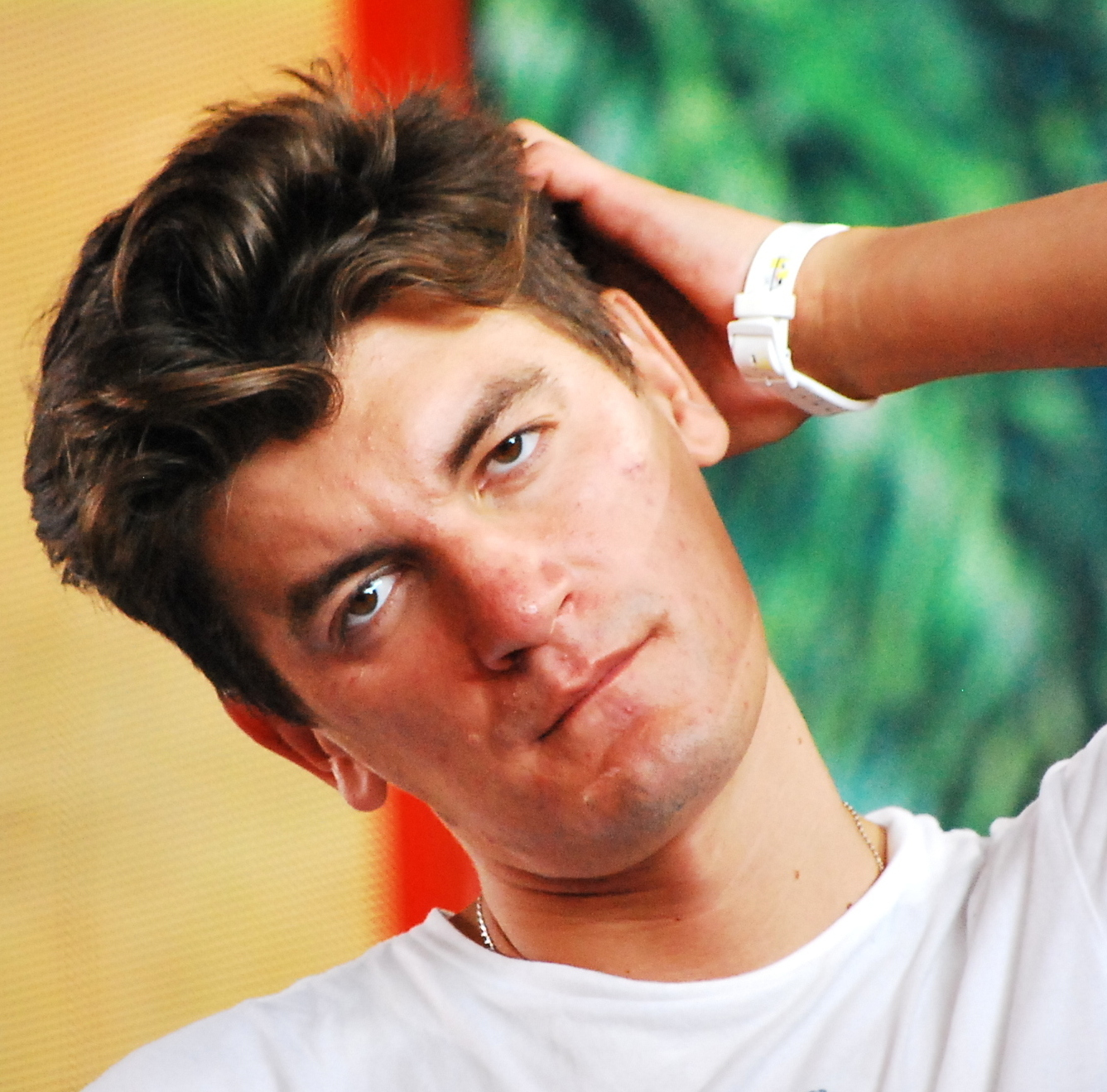
Александр Гудков
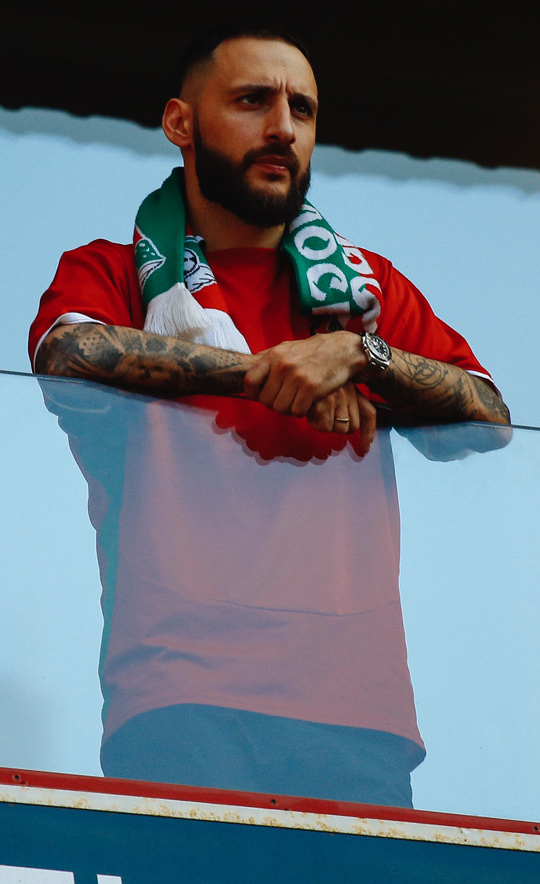
Леван Горозия